# Classificació de la Copa del Món de futbol 2014-CONCACAF

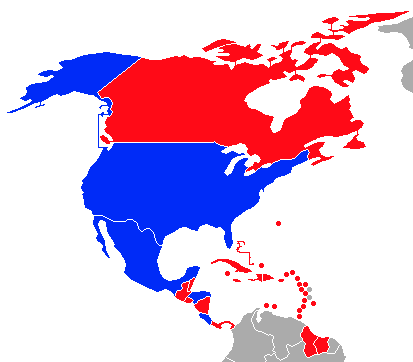
Països classificats
Països eliminats

Per a la Copa del Món de Futbol 2014, la CONCACAF té tres places d'accés directe i una altra que haurà de disputar contra el cinquè classificat de la CONMEBOL.
Aquestes places se les jugaran els 35 equips associats a la CONCACAF.
Els equips participants es van dividir en tres grups en funció de la seva posició a la classificació mundial de la FIFA. El primer grup, amb els 6 millors classificats, va passar directament a la tercera ronda. Els 19 següents es van classificar directament per a la segona ronda. Mentre que els 10 últims es van enfrontar en una primera ronda l'eliminatòries d'anada i tornada.

## Primera ronda
| Partit | Equip 1                      | Resultat global | Equip 2                  | Resultat anada | Resultat tornada |
| ------ | ---------------------------- | --------------- | ------------------------ | -------------- | ---------------- |
| 1      | Montserrat                   | 3:8             | Belize                   | 2:5            | 1:3              |
| 2      | Anguilla                     | 0:6             | República Dominicana     | 0:2            | 0:4              |
| 3      | Illes Verges Nord-americanes | 4:1             | Illes Verges Britàniques | 2:0            | 2:1              |
| 4      | Aruba                        | 6:6 P(4:5)      | Saint Lucia              | 4:2            | 2:4              |
| 5      | Illes Turks i Caicos         | 0:10            | Bahames                  | 0:4            | 0:6              |

## Segona fase (grups)

### Grup 1
| Equip                | Pts | PJ | PG | PE | PP | GF | GC | DG  |
| -------------------- | --- | -- | -- | -- | -- | -- | -- | --- |
| El Salvador          | 18  | 6  | 6  | 0  | 0  | 20 | 5  | +15 |
| República Dominicana | 8   | 6  | 2  | 2  | 2  | 12 | 8  | +4  |
| Surinam              | 7   | 6  | 2  | 1  | 3  | 5  | 11 | -6  |
| Illes Caiman         | 1   | 6  | 0  | 1  | 5  | 2  | 15 | -13 |

### Grup 2
| Equip             | Pts | PJ | PG | PE | PP | GF | GC | DG  |
| ----------------- | --- | -- | -- | -- | -- | -- | -- | --- |
| Guyana            | 13  | 6  | 4  | 1  | 1  | 9  | 5  | +4  |
| Trinitat i Tobago | 12  | 6  | 4  | 0  | 2  | 11 | 4  | +7  |
| Bermudes          | 10  | 6  | 3  | 1  | 2  | 8  | 7  | +1  |
| Barbados          | 0   | 6  | 0  | 0  | 6  | 2  | 14 | -12 |

### Grup 3
| Equip     | Pts | PJ | PG | PE | PP | GF | GC | DG  |
| --------- | --- | -- | -- | -- | -- | -- | -- | --- |
| Panamà    | 12  | 4  | 4  | 0  | 0  | 15 | 2  | +13 |
| Nicaragua | 6   | 4  | 2  | 0  | 2  | 5  | 7  | -2  |
| Dominica  | 0   | 4  | 0  | 0  | 4  | 0  | 11 | -11 |

### Grup 4
| Equip               | Pts | PJ | PG | PE | PP | GF | GC | DG  |
| ------------------- | --- | -- | -- | -- | -- | -- | -- | --- |
| Canadà              | 14  | 6  | 4  | 2  | 0  | 18 | 1  | +17 |
| Puerto Rico         | 9   | 6  | 2  | 3  | 1  | 8  | 4  | +4  |
| Saint Kitts i Nevis | 7   | 6  | 1  | 4  | 1  | 6  | 8  | -2  |
| Saint Lucia         | 1   | 6  | 0  | 1  | 4  | 4  | 23 | -19 |

### Grup 5
| Equip                          | Pts | PJ | PG | PE | PP | GF | GC | DG  |
| ------------------------------ | --- | -- | -- | -- | -- | -- | -- | --- |
| Guatemala                      | 18  | 6  | 6  | 0  | 0  | 19 | 3  | +16 |
| Belize                         | 7   | 6  | 2  | 1  | 3  | 9  | 10 | -1  |
| Saint Vincent i les Grenadines | 5   | 6  | 1  | 2  | 3  | 4  | 12 | -8  |
| Grenada                        | 4   | 6  | 1  | 1  | 4  | 7  | 14 | -7  |

### Grup 6
| Equip                        | Pts | PJ | PG | PE | PP | GF | GC | DG  |
| ---------------------------- | --- | -- | -- | -- | -- | -- | -- | --- |
| Antigua i Barbuda            | 15  | 6  | 5  | 0  | 1  | 26 | 5  | +21 |
| Haití                        | 13  | 6  | 4  | 1  | 1  | 21 | 6  | +15 |
| Curaçao                      | 7   | 6  | 2  | 1  | 3  | 15 | 13 | +2  |
| Illes Verges Nord-americanes | 0   | 6  | 0  | 0  | 6  | 2  | 40 | -38 |

- La selecció de les  Bahames es va retirar de la competició deixant el grup 3 amb només tres equips.

## Tercera fase (grups)

### Grup 1
| Equip             | Pts | PJ | PG | PE | PP | GF | GC | DG |
| ----------------- | --- | -- | -- | -- | -- | -- | -- | -- |
| Estats Units      | 4   | 2  | 1  | 1  | 0  | 4  | 2  | +2 |
| Jamaica           | 4   | 2  | 1  | 1  | 0  | 2  | 1  | +1 |
| Guatemala         | 1   | 2  | 0  | 1  | 1  | 2  | 3  | -1 |
| Antigua i Barbuda | 1   | 2  | 0  | 1  | 1  | 1  | 3  | -2 |

### Grup 2
| Equip       | Pts | PJ | PG | PE | PP | GF | GC | DG |
| ----------- | --- | -- | -- | -- | -- | -- | -- | -- |
| Mèxic       | 6   | 2  | 2  | 0  | 0  | 5  | 2  | +3 |
| Costa Rica  | 4   | 2  | 1  | 1  | 0  | 6  | 2  | +4 |
| El Salvador | 1   | 2  | 0  | 1  | 1  | 3  | 4  | -1 |
| Guyana      | 0   | 2  | 0  | 0  | 2  | 1  | 7  | -6 |

### Grup 3
| Equip    | Pts | PJ | PG | PE | PP | GF | GC | DG |
| -------- | --- | -- | -- | -- | -- | -- | -- | -- |
| Panamà   | 6   | 2  | 2  | 0  | 0  | 3  | 0  | +3 |
| Canadà   | 4   | 2  | 1  | 1  | 0  | 1  | 0  | +1 |
| Hondures | 1   | 2  | 0  | 1  | 1  | 0  | 2  | -2 |
| Cuba     | 0   | 2  | 0  | 0  | 2  | 0  | 2  | -2 |

## Quarta ronda (final hexagonal)
A l'última fase de l'eliminatòria, la Final Hexagonal, van accedir els dos primers de cada grup. Els sis equips van jugar tots contra tots amb cada país com a local i visitant.
Els millors tres equips van ser Estats Units, Costa Rica i Hondures, els quals van classificar automàticament a la Copa Mundial de Futbol de 2014, mentre que la cambra classificada, Mèxic, va disputar una repesca intercontinental com a local i visitant contra la Selecció de Nova Zelanda.
| Equip        | Pts | PJ | PG | PE | PP | GF | GC | Dif |
| ------------ | --- | -- | -- | -- | -- | -- | -- | --- |
| Estats Units | 22  | 10 | 7  | 1  | 2  | 15 | 8  | 7   |
| Costa Rica   | 18  | 10 | 5  | 3  | 2  | 13 | 7  | 6   |
| Hondures     | 15  | 10 | 4  | 3  | 3  | 13 | 12 | 1   |
| Mèxic        | 11  | 10 | 2  | 5  | 3  | 7  | 9  | -2  |
| Panamà       | 8   | 10 | 1  | 5  | 4  | 10 | 14 | -4  |
| Jamaica      | 5   | 10 | 0  | 5  | 5  | 5  | 13 | -8  |

| L\V | CRC                                       | PAN                                       | JAM                                       | USA                                       | MEX                                       | HON                                       |
| CRC |                                           | 2:0 Arxivat 2017-01-08 a Wayback Machine. | 2:0 Arxivat 2017-01-08 a Wayback Machine. | 3:1 Arxivat 2017-01-08 a Wayback Machine. | 2:1 Arxivat 2017-01-08 a Wayback Machine. | 1:0 Arxivat 2017-01-08 a Wayback Machine. |
| PAN | 2:2 Arxivat 2017-01-08 a Wayback Machine. |                                           | 0:0 Arxivat 2017-01-08 a Wayback Machine. | 2:3 Arxivat 2017-01-08 a Wayback Machine. | 0:0 Arxivat 2017-01-08 a Wayback Machine. | 2:0 Arxivat 2017-01-08 a Wayback Machine. |
| JAM | 1:1 Arxivat 2017-01-08 a Wayback Machine. | 1:1 Arxivat 2017-01-08 a Wayback Machine. |                                           | 1:2 Arxivat 2016-10-13 a Wayback Machine. | 0:1 Arxivat 2017-01-08 a Wayback Machine. | 2:2 Arxivat 2017-01-08 a Wayback Machine. |
| USA | 1:0 Arxivat 2016-10-12 a Wayback Machine. | 2:0 Arxivat 2017-01-08 a Wayback Machine. | 2:0 Arxivat 2017-01-08 a Wayback Machine. |                                           | 2:0 Arxivat 2017-04-01 a Wayback Machine. | 1:0 Arxivat 2017-01-08 a Wayback Machine. |
| MEX | 0:0 Arxivat 2017-04-01 a Wayback Machine. | 2:1 Arxivat 2017-01-08 a Wayback Machine. | 0:0 Arxivat 2016-10-13 a Wayback Machine. | 0:0 Arxivat 2017-04-01 a Wayback Machine. |                                           | 1:2 Arxivat 2017-03-24 a Wayback Machine. |
| HON | 1:0 Arxivat 2017-01-08 a Wayback Machine. | 2:2 Arxivat 2017-01-08 a Wayback Machine. | 2:0 Arxivat 2017-01-08 a Wayback Machine. | 2:1 Arxivat 2017-01-08 a Wayback Machine. | 2:2 Arxivat 2017-01-08 a Wayback Machine. |                                           |

|  | Classificat a la Copa Mundial de Futbol de 2014. |
|  | Classificat a la repesca davant Nova Zelanda.    |

## Repesca amb la CONMEBOL
Mèxic, quart lloc en l'hexagonal final, va enfrontar a Nova Zelanda, guanyadora de la classificatòria oceànica. Cada país va jugar la repesca com a local i visitant, el 13 de novembre de 2013 a Mèxic i la tornada el 20 de novembre de 2013. El vencedor va ser Mèxic, en imposar-se amb marcador global de 9:3, per la qual cosa va classificar a Brasil 2014.
| Equip 1 | Global | Equip 2      | Anada | Tornada |
| ------- | ------ | ------------ | ----- | ------- |
| Mèxic   | 9–3    | Nova Zelanda | 5–1   | 4–2     |